# Liste des monuments historiques nationaux de la province de Río Negro
Cet article recense les monuments historiques de la province de Río Negro, en Argentine.

## Liste
| Monument                                                          | Commune                      | Adresse                                       | Coordonnées    | Loi              | Notice | Catégorie           | Date | Illustration                                     |
| ----------------------------------------------------------------- | ---------------------------- | --------------------------------------------- | -------------- | ---------------- | ------ | ------------------- | ---- | ------------------------------------------------ |
| Pasaje del Río Colorado (Buena Parada)                            |                              |                                               | à géolocaliser | Décret no 17265  | 786    | Lieu historique     |      | Image manquante Téléverser                       |
| Paso Fotheringham (confluencia Neuquén y Limay)                   |                              |                                               | à géolocaliser | Décret no 17265  | 787    | Lieu historique     |      | Image manquante Téléverser                       |
| Fortin Belisle                                                    | Avellaneda                   |                                               | à géolocaliser | Loi no 26296     | 788    | Monument historique |      | Image manquante Téléverser                       |
| Bivouac militaire de l'expédition au désert, Pampa de los Molinos | Choele Choel                 |                                               | à géolocaliser | Décret no 17265  | 789    | Lieu historique     |      | Image manquante Téléverser                       |
| Ancienne synagogue et salon communautaire de la colonie russe.    | General Roca                 |                                               | à géolocaliser | Loi no 26636     | 790    | Lieu historique     |      | Image manquante Téléverser                       |
| Combate de Fortín 1ª División                                     | General Roca                 |                                               | à géolocaliser | Décret no 17265  | 791    | Lieu historique     |      | Image manquante Téléverser                       |
| La Trochita (Viejo Expreso Patagónico)                            | Ingeniero Jacobacci - Esquel |                                               | à géolocaliser | Décret no 349    | 792    | Monument historique |      | La Trochita (Viejo Expreso Patagónico)           |
| Ancien siège du Bureau des Terres et Colonies                     | San Carlos de Bariloche      | Elflein 10                                    | à géolocaliser | Décret no 12     | 793    | Monument historique |      | Image manquante Téléverser                       |
| Centre civique et Intendance des parcs nationaux                  | San Carlos de Bariloche      | Rues Francisco P. Moreno et Emilio B. Morales | à géolocaliser | Décret no 325/89 | 794    | Monument historique | 1989 | Centre civique et Intendance des parcs nationaux |
| Mission jésuite de Bariloche                                      | San Carlos de Bariloche      |                                               | à géolocaliser | Décret no 8729   | 795    | Lieu historique     |      | Image manquante Téléverser                       |
| Manzana salésienne : cathédrale, évêché, chapelle et collège.     | Viedma                       | Rue Presidente Irigoyen                       | à géolocaliser | Décret no 325    | 796/89 | Monument historique | 1989 | Image manquante Téléverser                       |
| Place Adolfo Alsina                                               | Viedma                       |                                               | à géolocaliser | Décret no 325    | 797    | Lieu historique     |      | Image manquante Téléverser                       |